# Géographie des Tonga
L’archipel des Tonga est divisé en deux parties (alignements méridiens parallèles) :
- à l’ouest : origine volcanique ;
- à l’est : nature calcaire.

L’archipel est touché par de violents séismes.

## Îles Tonga
Les îles Tonga sont constituées d'un archipel de plus de 170 îles et îlots répartis, du nord au sud, en trois groupes principaux : le groupe de Tongatapu, au sud, avec la capitale Nuku'alofa est le centre du royaume. À 160 km plus au nord se trouve le groupe des Haʻapai et, à une centaine de kilomètres au nord de celui-ci, le groupe des Vava'u. Enfin, tout au nord se trouvent le groupe des Niuas : Niuafo'ou, Niuatoputapu et Tafahi.
Les îles principales sont :
- Tongatapu
- ʻEua
- Ha'apai
- Tofla
- Kao
- Vava'u
- Okoa
- Utungake
- Fonulei tuku
- Niuatoputapu et Tafahi
- Niuafo'ou
- Récifs de Minerva

Quelque 45 îles demeurent inhabitées.
Les îles occidentales, situées au bord de la fosse des Tonga, dont la profondeur atteint jusqu'à 10 882 mètres, sont d'origine volcanique ; celles, d'une altitude moindre, qui se trouvent à l'est, sont de formation corallienne.
L'arc volcanique insulaire des Tonga comporte plusieurs volcans, dont le Hunga Tonga (volcan sous-marin à l'origine de l'île de Hunga Tonga Hunga Ha'apai, et d'une éruption en 2022).

## Frontières

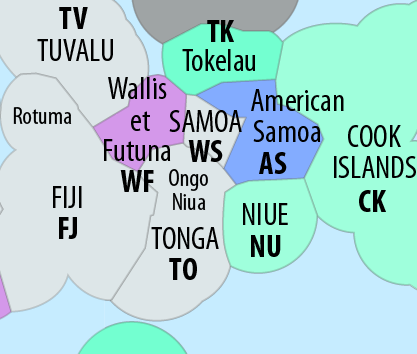
Tonga et ses territoires voisins, délimités par leurs zones économiques exclusives.

Les Tonga ont des frontières maritimes avec cinq pays : 
- Les États-Unis (avec les Samoa Américaines)
- Les Fidji
- La France (avec Wallis-et-Futuna)
- La Nouvelle-Zélande (avec Niue)
- Les Samoa